# سكوت فرازير
سكوت فرازير (بالإنجليزية: Scott Fraser)‏ (24 أبريل 1963 في المملكة المتحدة - ) هو لاعب كرة قدم بريطاني في مركز الدفاع. لعب مع نادي رينجرز ونادي إيست فيف وGreen Gully SC ‏ وهايدلبرغ يونايتد ‏ وبيرويك راينجرز وManningham United Blues FC ‏ ونادي كاودينبيث لكرة القدم.

## وصلات خارجية
- سكوت فرازير على موقع قاعدة بيانات كرة القدم.إي يو (الإنجليزية)